# Sint-Mauritiuskerk (Reepsholt)
De Sint-Mauritiuskerk (Duits: St. Mauritius-Kirche) is een luthers kerkgebouw in het centrum van de Oost-Friese plaats Reepsholt (gemeente Friedeburg). Het aan de heilige Mauritius gewijde godshuis dateert uit de 13e eeuw.

## Geschiedenis

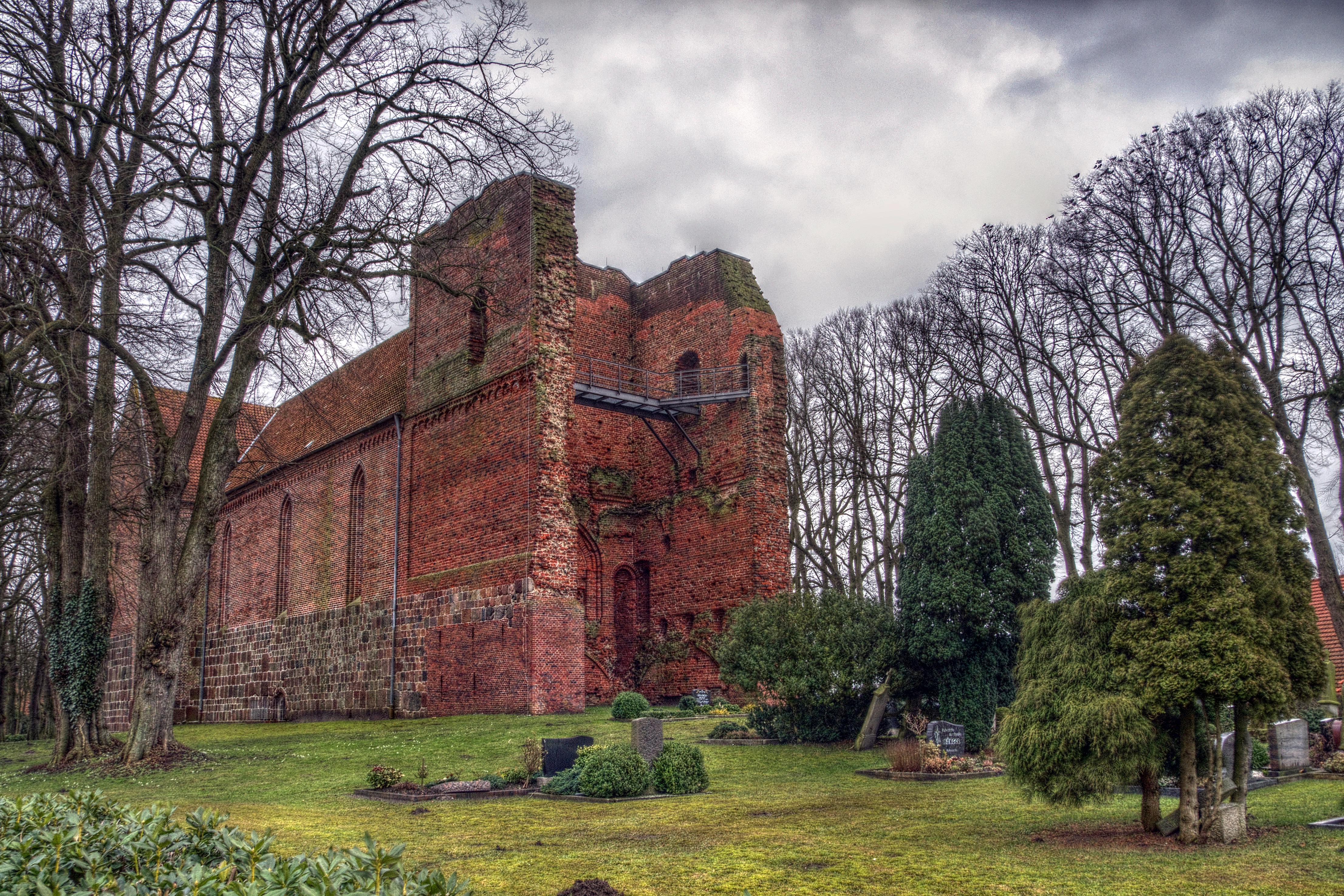
De torenruïne

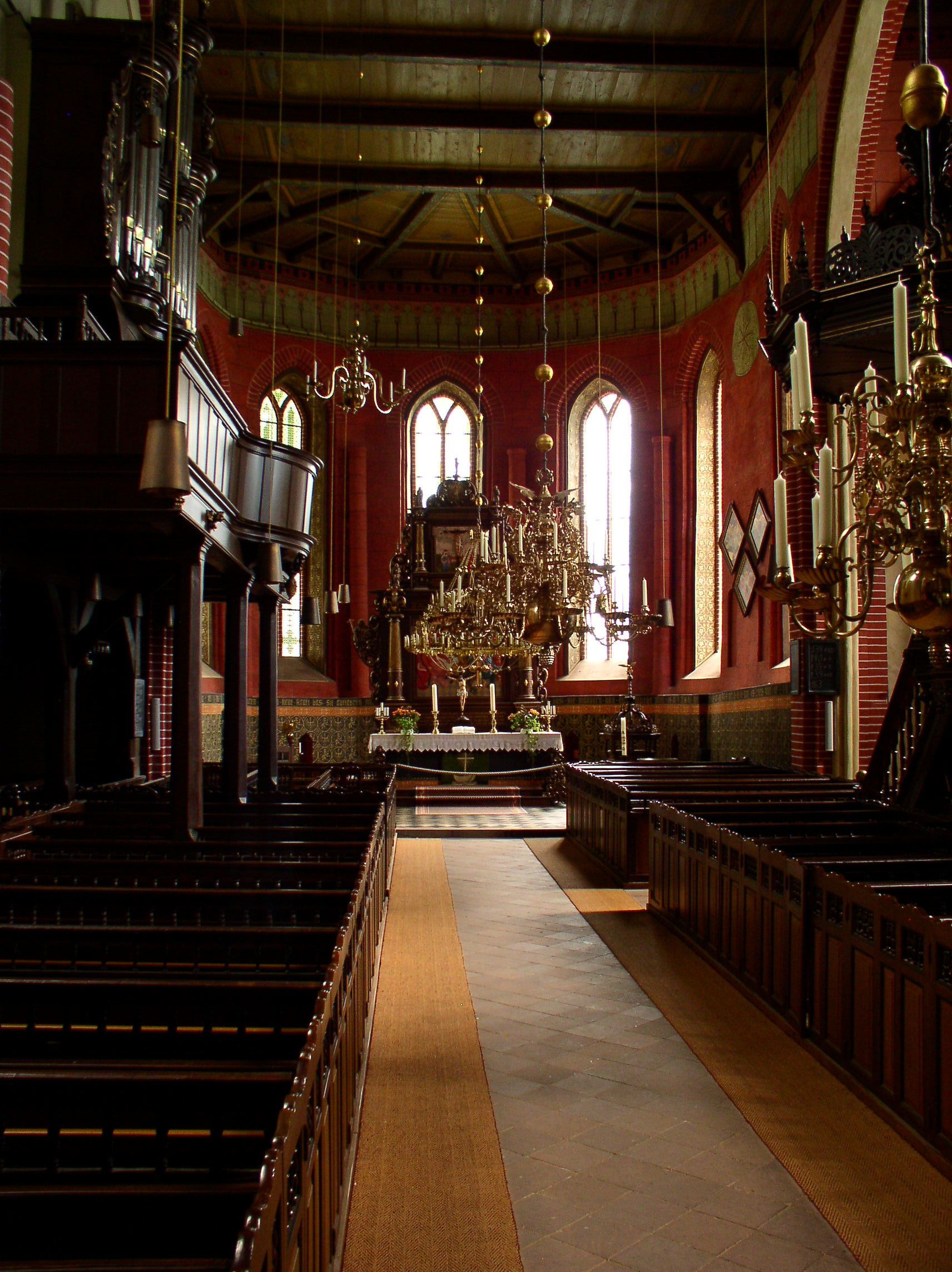
Interieur

Oorspronkelijk was de in het begin van de 13e eeuw gebouwde romano-gotische kerk de tegenhanger van de stiftkerk van het niet meer bestaande klooster Reepsholt. Ergens in het midden van de 13e eeuw werd in de tweede bouwfase aan de westzijde een twee verdiepingen tellende kerktoren toegevoegd en via een rondboog met het kerkschip verbonden. In een derde bouwfase rond 1300 werd de kerk tot op de vier meter hoge granieten sokkel neergehaald en met bakstenen opnieuw opgetrokken. 
Tijdens een vete tussen de Kankena's, een hoofdelingenfamilie uit Dornum, en de drost van Friedeburg gaf regentes Theda Ukena in 1474 opdracht tot de belegering van Reepsholt. De aanvoerder liet vervolgens door ondergraving de versterkte kerktoren instorten. 
In de Dertigjarige Oorlog werd de kerk door de troepen van graaf van Mansfeld verwoest, waarbij de gehele oude inrichting verloren ging. Door de totstandkoming van een voor- en tussenruimte werd het kerkschip aan de westelijke kant vermoedelijk in 1647 met één travee ingekort. 
In de Oll Kark, zoals de bewoners hun kerk noemen, is nog altijd te zien dat de kerk ooit gewelven moet hebben gehad. De onregelmatige vroeggotische bogen constrasteren met de laatgotische loge aan de westelijke zijde. In het westen van het kerkschip bevindt zich een deur die naar de ruïne van de klokkentoren voert. De klokken hangen sinds 1974 in een nieuwe klokkentoren op de rand van de pastorietuin. 
Schenkingen, subsidies en vrijwilligerswerk maakten in de jaren 2002-2003 een renovatie van het westelijke deel van de kerk mogelijk.

## Omschrijving
De Mauritiuskerk is een zaalkerk die door een smal transept de grondvorm van een kruiskerk vormt. De sokkel van de kerk bestaat uit blokken graniet, het bovenste deel bestaat uit baksteen. De toren heeft nog de oude rondboogvensters en -friezen. De granieten portalen van het kerkschip en het transept zijn eveneens rondbogig, de smalle vensters aan de lengtezijden uit circa 1300 zijn daarentegen spitsbogig. Het eenvoudige maaswerk van deze vensters wordt in de vensters van het koor voortgezet. De 7/10 afsluiting van het koor is naar Westfaals voorbeeld ontworpen en wordt door driehoekige steunberen verdeeld. Uniek voor Oost-Friesland is de driepasfries aan de gevel van het dwarsschip, dat bovendien met ronde blindnissen met visgraatmotief is gedecoreerd.

## Interieur
Bij een restauratie werd de neogotische beschildering van 1887 in de oude kleuren hersteld. Het interieur heeft een houten zoldering, maar aan de kolommen en de schildbogen is nog te zien dat de kerk ooit gewelven bezat. Opvallend zijn het grote aantal luchters in de kerk. In het zuidelijke zijschip hangt de oudste luchter, een smeedijzeren laatgotische luchter uit de 15e eeuw. Het daarop geplaatste gewij zou volgens de overlevering van een hert afkomstig zijn, dat tijdens de jacht zijn toevlucht in de kerk had genomen. De zogenaamde Hesilo-luchter werd in het jaar 1889 geschonken en is een (kleinere) kopie van de beroemde luchter uit de dom van Hildesheim. Om de band zijn twaalf ronde torens aangebracht, die voor de twaalf stadspoorten van het hemelse Jeruzalem staan. De overige luchters dateren uit de 17e tot de 19e eeuw en werden in Vlaanderen gemaakt. 
Tot de oudste voorwerpen behoort het romaanse doopvont, dat omstreeks 1650 een houten bekleding kreeg. De met ijzerbeslag versierde houten deur in de koorruimte dateert eveneens uit de bouwtijd van de kerk. Het altaarretabel werd in 1647 in opdracht van de drost van Friedeburg gemaakt door Jacob Cröpelin. Het stelt een Avondmaalsscène voor met daarboven een voorstelling van de Kruisiging met op de achtergrond het silhouet van het toenmalige Reepsholt. 
Voorts bevinden zich in de altaarruimte schilderijen van Jezus en de apostelen. De kansel werd in 1845 door een familie uit het Hoheesche geschonken. Bij de herinrichting van het westelijke deel van de kerk werd een eenvoudig rond doopvont te beschikking gesteld, dat mogelijk afkomstig is uit de niet meer bestaande kapel van het ten oosten van Reepsholt gelegen Abickhafe en daar als wijwaterbak dienstdeed. 

## Orgel
Johann Friedrich Wenthin bouwde van 1787 tot 1789 aan de noordelijke muur het orgel, dat over 17 registers verdeeld over twee manualen met aangehangen pedaal beschikt. Het is het best bewaarde orgel van deze orgelbouwer en werd na meerdere wijzigingen in 1992-1993 grondig gerestaureerd.